# Phrurolithus pygmaeus
Phrurolithus pygmaeus is een spinnensoort uit de familie van de Phrurolithidae.
De wetenschappelijke naam van de soort werd in 1875 gepubliceerd door Tord Tamerlan Teodor Thorell.